# Panagrolaimus subelongatus
Panagrolaimus subelongatus är en rundmaskart som först beskrevs av Nathan Augustus Cobb 1914.  Panagrolaimus subelongatus ingår i släktet Panagrolaimus och familjen Pangrolaimidae. Inga underarter finns listade i Catalogue of Life.